# Robert Kiyosaki
Robert Toru Kiyosaki (sinh ngày 8 tháng 4 năm 1947) là một nhà đầu tư, doanh nhân đồng thời là một tác giả người Mỹ. Kiyosaki nổi tiếng bởi cuốn sách Rich Dad, Poor Dad (Cha Giàu, Cha Nghèo). Ông đã viết 18 cuốn sách, bán tổng cộng 26 triệu bản . Ba trong số các cuốn sách của ông là Rich Dad Poor Dad, Rich Dad's CASHFLOW Quadrant và Rich Dad's Guide to Investing đã từng được xếp vào số 10 cuốn sách bán chạy nhất một lúc trên The Wall Street Journal, USA Today và New York Times. Cuốn Rich Kid Smart Kid xuất bản năm 2001, với mục đích giúp cha mẹ dạy con cái quan niệm về tài chính của họ. Ông đã sáng chế ra trò chơi "Cashflow" dành cho người lớn và trẻ em cùng với tập băng "Rich Dad", xuất bản tin tức thường kỳ hàng tháng và tham gia các bài phát biểu trên khắp thế giới, đồng thời viết một chuyên mục hàng tuần trên trang Yahoo Tài chính .

## Đời sống riêng

### Gia đình
Ông sinh ra và lớn lên ở Hilo, Hawaii, là con của Ralph.H.Kiyosaki và Marjorie O. Kiyosak trong một gia đình thế hệ thứ tư Nhật Bản-Mỹ.
Gia đình ông có 3 anh chị em, gồm:
- Robert Kiyosaki.
- Emi Kiyosaki.
- Jon Kiyosaki.

Ngoài ra, Ông còn có thêm một người cha khác (nhưng không phải là cha ruột) mà ông gọi là "Người Cha Giàu", người đã dạy dỗ ông, và cả người con của người cha giàu, giúp ông có thể trưởng thành như ngày nay, và giúp ông biết rõ sự khác biệt giữa giàu và nghèo.

### Thời học trò
Kiyosaki là một nguyên học sinh trường trung học Hilo. Ông đã từng bị đuổi học 2 lần vì rớt môn Văn, nhưng vì ba cậu là một công chức và là lãnh đạo bộ giáo dục ở Hawaii nên ông đã được tha. Ông tốt nghiệp Học viện Hải quân Hoa Kỳ ở New York năm 1969 với tư cách là một sĩ quan hải quân, phục vụ trong lực lượng hải quân như một phi công lái máy bay trực thăng trong suốt cuộc Chiến tranh Việt Nam.

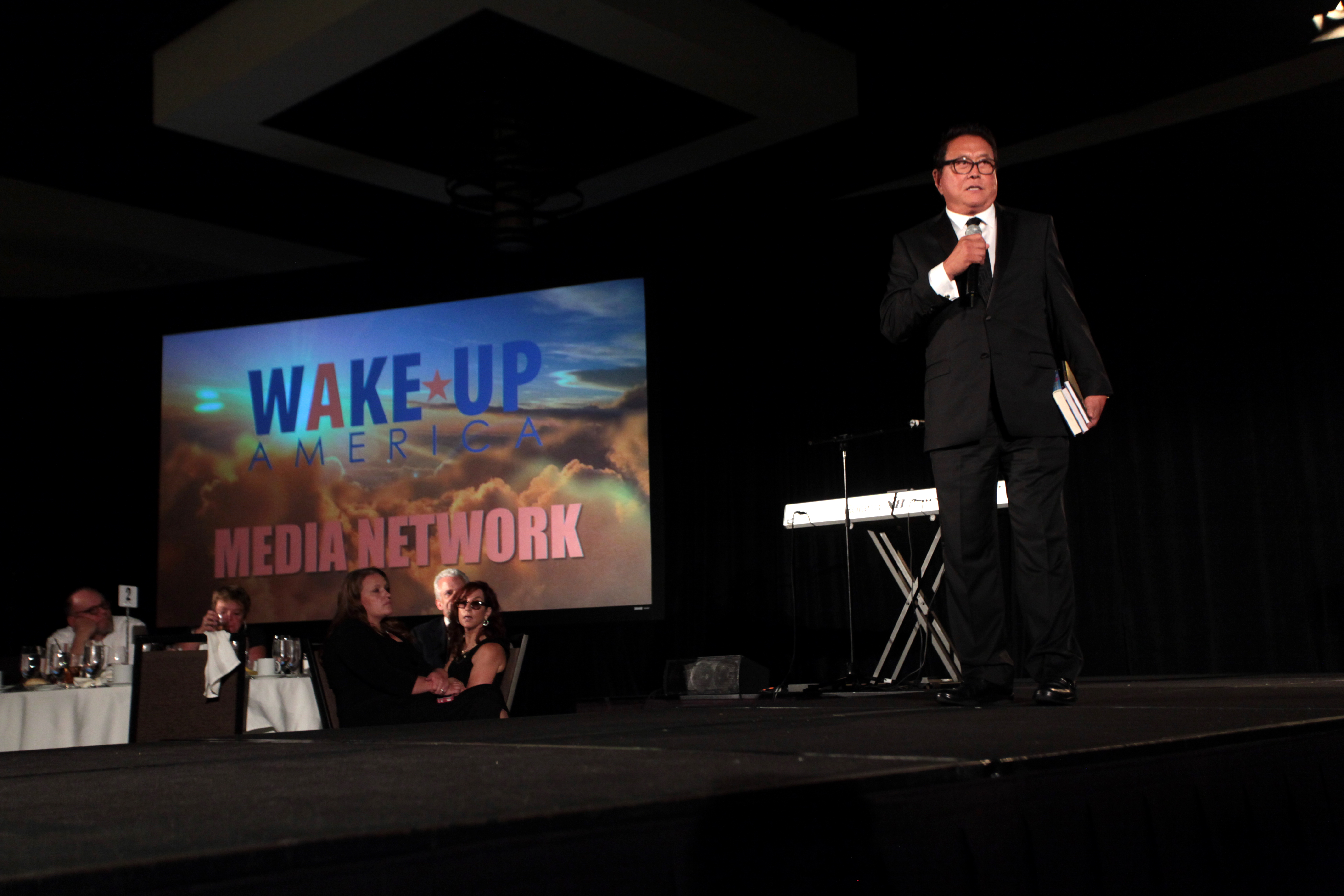
Robert Kiyosaki tại một buổi diễn thuyết

### Công việc
Kiyosaki rời quân ngũ năm 1974 và làm nghề bán máy photocopy cho tập đoàn Xerox. Tuy nhiên, điều này đã khiến cha ông thất vọng, còn người cha thứ hai của ông thì rất vui mừng. Năm 1977, Kiyosaki bắt đầu điều hành một công ty bán các loại ví khóa dán, từng đạt tới thành công, dù sau đó công ty bị phá sản, nhưng ông đã sử dụng những sai lầm của mình, để trở nên thành công. Năm 1985, Kiyosaki thành lập một doanh nghiệp và công ty đầu tư dạy rất nhiều học viên trên toàn thế giới. Năm 1986, Kiyosaki cưới Kim Meyer(sau này đổi thành Kim Kiyosaki), người đã sát cánh với ông, cả khi ông bị thất nghiệp sau lần thất bại đầu tiên.

## Nội dung đào tạo của Robert Kiyosaki

Kim tứ đồ Cashflow

Phần lớn các bài giảng của Kiyosaki tập trung vào vấn đề thu nhập thụ động bằng cách nhận ra cơ hội đầu tư, chẳng hạn như bất động sản và doanh nghiệp nhỏ. Kiyosaki định nghĩa "tài sản" là thứ sinh ra tiền, chẳng hạn một ngôi nhà cho thuê hay một doanh nghiệp, còn "tiêu sản" là thứ gây ra chi phí, chẳng hạn một ngôi nhà mua trả góp, xe hơi và các thứ tương tự như vậy.
Kiyosaki nhấn mạnh vào cái ông gọi là "giáo dục tài chính". Ông nói rằng các kỹ năng trong cuộc sống có thể học được tốt nhất qua kinh nghiệm và đó là các bài học không bao giờ được giảng dạy trong nhà trường. Ông cho rằng cách giáo dục truyền thống chủ yếu chỉ dành cho những ai muốn trở thành người làm thuê hay làm tư nhân, và đó là tư tưởng của "thời đại công nghiệp". Và theo Kiyosaki, để có được sự tự do về tài chính, mọi người cần có doanh nghiệp riêng hoặc trở thành một nhà đầu tư.
Kiyosaki thường nói về cái mà ông gọi là "kim tứ đồ Cashflow". Đó là tên ông đặt cho mô hình, trong đó tiền trên thế giới được kiếm ra (do Kiyosaki sáng chế) được miêu tả như trong hình. Hình vẽ gồm có bốn nhóm, chia ra bởi hai đường thẳng. Ở mỗi nhóm có một chữ đại diện cho cách mà cá nhân kiếm tiền. Các chữ đó là:
- E: Người làm thuê (Employee) - làm việc cho người khác.
- S: Người làm tư nhân hoặc chủ một doanh nghiệp nhỏ (Self-employed/Small business owner) - nơi một người có công việc riêng và trở thành chủ của chính họ.
- B: Chủ doanh nghiệp (Business owner) - nơi một người có một "hệ thống" kiếm tiền, tốt hơn so với một công việc để kiếm tiền.
- I: Nhà đầu tư (Investor) - Dùng tiền để nhận một số tiền hoàn lại rất lớn.

Những ai ở bên trái (E và S), theo Kiyosaki thì người đó không bao giờ đạt được sự giàu có thật sự. Ngược lại, những ai ở phía bên phải (B và I), thì đang theo con đường đúng duy nhất để đạt tới sự giàu có thật sự.

## Các cuốn sách
Kiyosaki nổi tiếng với cuốn sách Rich Dad, Poor Dad, cuốn sách bán chạy nhất được tạp chí New York Times bình chọn. Hiện nay tác giả có ít nhất mười hai cuốn sách đã được phát hành. Một phần trong số đó được liệt kê dưới đây  Lưu trữ ngày 29 tháng 8 năm 2006 tại Wayback Machine.

Bìa cuốn sách Rich Dad, Poor Dad

- Rich Dad, Poor Dad: Người giàu dạy con cái họ về tiền bạc - người nghèo và tầng lớp trung lưu thì không! (2000)

Cuốn sách do tác giả tự xuất bản trước khi trở thành một trong những cuốn sách bán chạy nhất, nội dung chủ yếu tập trung vào câu chuyện so sánh giữa "hai người cha". "Người cha nghèo" của ông là người cha đẻ, giữ chức vụ cao ở phòng giáo dục bang Hawaii. Đối lập với nhân vật đó (người ta cho là hư cấu, xem phần "chỉ trích và tranh luận" trong bài này), "người cha giàu", bố của người bạn tốt nhất, trở thành "người giàu nhất ở Hawaii" nhờ biết cách đầu tư. Vấn đề chính trong sách là nhằm giúp người đọc suy ngẫm lại về tư tưởng của họ về tiền bạc và đặc biệt là quan niệm của họ tự biến mình thành người làm thuê, nhận phần thưởng tài chính nhờ tuân theo sự giáo dục sẵn có. Kiyosaki sử dụng "rich dad, poor dad" để so sánh giữa hai hình ảnh mà đa số mọi người đang mắc kẹt ở một bên, từ đó dẫn tới "vòng chuột" - cuộc sống của người dành hết thời gian làm việc để trả các món thuế, nợ, đó là do mọi người quá phụ thuộc vào yếu tố "an toàn", ngại học hỏi về tài chính để thay đổi bản thân mình.
- Cashflow Quadrant: Hướng dẫn của người cha giàu tới sự tự do về tài chính (2000)

Cashflow Quadrant là cuốn sách viết về vấn đề tài chính cá nhân và đầu tư mà tác giả viết cùng với Sharon Lechter, C.P.A, được coi là phần tiếp theo của cuốn Rich Dad, Poor Dad. Trong đó Kiyosaki thảo luận về cái ông ta gọi là "kim tứ đồ Cashflow": một sơ đồ chia ra làm bốn với các chữ E, S, B và I. Kim tứ đồ là công cụ mô tả sự khác nhau giữa người làm công ăn lương (Employee), người làm tư, chủ doanh nghiệp nhỏ (Self employed/Small business owner), chủ doanh nghiệp (Business owner) (không trực tiếp hoạt động với công ty hết ngày này qua ngày khác) và nhà đầu tư (Investor). Kiyosaki đã thảo luận về sự khác nhau giữa tư tưởng giữa các nhóm phần tư đó, đặc biệt liên quan tới thu nhập thụ động và thuế giảm giá. Tác giả muốn mọi người suy nghĩ về tư tưởng của chính mình về tiền bạc.
- Hướng dẫn đầu tư của Người Cha Giàu: Những gì người giàu đầu tư vào, còn người nghèo và trung lưu thì không! (2000)

Hướng dẫn đầu tư của Người Cha Giàu mang đến cho người đọc một sơ đồ để trở thành nhà đầu tư cơ bản, một người sử dụng tiền của người khác để tạo sự đầu tư. Trong khi hai cuốn sách đầu tiên như một đòn đánh, thì cuốn sách này đi vào chi tiết hơn vào các chiến lược.
- Con giàu, con thông minh (2001)

Con giàu, con thông minh thuật lại những tư tưởng của Kiyosaki, được viết rất cô đọng và súc tích nhằm cố gắng giúp các bậc cha mẹ hiểu và dạy con cái họ tốt hơn về các tư tưởng tài chính. Nó gồm có một loạt các hành động mà một bậc cha mẹ cần làm với con họ để giúp chúng nhận thức được thế nào là tài sản, tài chính và nhiều cách kiếm tiền.
- Lời tiên đoán của người cha giàu (2002)

Lời tiên đoán của người cha giàu dự báo rằng thị trường sẽ sụp đổ khi...
- Tại sao chúng tôi muốn bạn giàu có, đồng tác giả với Donald Trump (2006)

Tại sao chúng tôi muốn bạn giàu có là một cuốn sách được cả Robert Kiyosaki và Donal Trump cùng viết. Nó động viên mọi người hãy trang bị kiến thức về tài chính  Lưu trữ ngày 12 tháng 12 năm 2009 tại Wayback Machine.
Các cuốn sách khác:
- Nếu bạn muốn giàu có và hạnh phúc mà không phải đến trường? (1992)
- Nghỉ hưu sớm, nghỉ hưu giàu có (2001)
- Trường học kinh doanh của người cha giàu (2003)
- Ai lấy tiền của tôi (2004)
- Cha giàu, cha nghèo dành cho tuổi teen (2004)
- Trước khi từ bỏ công việc của bạn (2005)

## Các trò chơi bổ trợ
Kiyosaki tập trung vào những trò chơi có giá trị, coi đó như là công cụ để học các chiến lược tài chính cơ bản như "bán bốn ngôi nhà xanh để lấy một khách sạn màu đỏ". Kiyosaki đã tạo ra nhiều trò chơi nhằm củng cố thông tin có trong các cuốn sách của ông ta.
- Cashflow 101

Cashflow 101 là một trò chơi trên bảng được Kiyosaki thiết kế, nhằm dạy người chơi tư tưởng về đầu tư và kiếm tiền.
Cashflow 101 là một phương tiện giáo dục được chính Kiyosaki phát minh nhằm cung cấp các khái niệm về đầu tư bằng cách bắt đồng tiền làm việc cho mình.
Có hai phần trong trò chơi này: phần thứ nhất là vòng chậm (rat race), Mục tiêu của phần này buộc người chơi phải làm tăng thu nhập thụ động ngang bằng với chi phí. Người chiến thắng phần chơi này sẽ bước vào phần thứ hai: vòng nhanh (fast track), người chơi sẽ đạt được giấc mơ của mình hoặc sẽ tích lũy được số tiền trong dòng lưu kim (cashflow) đến con số 50.000 USD.
Thay vì" bảng điểm", Cashflow 101 cung cấp các bảng tài chính cá nhân. Trò chơi yêu cầu người chơi điền bảng tài chính cá nhân và nhờ đó họ sẽ thấy rõ hơn điều gì đã xảy ra với tiền của họ.
Trò chơi nhằm tạo cho người chơi tự mình có được sức mạnh kiểm soát dòng lưu kim. Người chơi có thể nhìn thấy rõ những gì đang xảy ra với tiền của họ. Nói chung chúng thể hiện thu nhập phát sinh như thế nào và tiêu sản ảnh hưởng gì tới chi phí.
- Cashflow 202

Cashflow 202 cao cấp hơn Cashflow 101. No được thiết kế nhằm giúp người chơi học nhiều hơn nữa về các chiến lược đầu tư tinh vi. Cashflow 101 nói chung dạy kỹ thuật đầu tư nhằm đưa giá trị tài sản tăng lên một cách vững vàng, ngược lại Cashflow 202 nhằm giúp dạy về các chiến lược đầu tư trong một thị trường biến động khi mà giá trị tài sản tăng giảm thất thường.
- Cashflow dành cho trẻ em

Cashflow dành cho trẻ em là một phiên bản cơ bản của Cashflow 101, dùng cho trẻ em từ 5 tới 9 tuổi. Cũng có một trò Cashflow trên mạng miễn phí dành cho trẻ em .
- Phần mềm trò chơi Cashflow®

Phần mềm trò chơi Cashflow® là một phiên bản máy tính của trò chơi Cashflow 101 thông thường. Không nhất thiết phải có bảng chơi để chơi trên máy tính.
- Phần mềm trò chơi Cashflow 202

Phần mềm trò chơi Cashflow 202 là phần mở rộng của trò chơi trên máy tính Cashflow®. Đây là bản sao của trò chơi Cashflow 202 thông thường đã mô tả ở trên.

## Chỉ trích và tranh luận
Các cuốn sách và bài giảng của Kiyosaki bị chỉ trích là có nhiều bài học vặt vãnh, mà thiếu lời khuyên cụ thể rằng một người cần phải làm gì. Nhiều độc giả cảm thấy công việc của ông ta rất hay và có tính giáo dục cao, nhưng một số lại thấy thiếu sót thông tin. Kiyosaki trả lời rằng ông chỉ muốn có một công cụ nhằm cho độc giả nghĩ lại về vấn đề tiền bạc, chứ không từng bước dẫn dắt họ tới thành công.
Kiyosaki cũng bị chỉ trích vì lặp đi lặp lại quá nhiều lần trong các bài giảng của mình. Một số người cho rằng đó là mẹo "lấp đầy" để tác giả viết được thật nhiều sách hơn nữa. Kiyosaki nói rằng đó là phương pháp đào tạo có chủ định trước mà ông cảm thấy là quan trọng.
Thông thường đọc xong sách của Kiyosaki mọi người có tinh thần kinh doanh làm giàu rất cao nhưng lại không biết làm gì. Đôi khi không đọc kỹ và không hiểu thấu đáo những điều ông nói, chính vì thế nên khi kinh doanh thường gặp thất bại và quay trở lại chỉ trích Kiyosaki. Chính vì thế mà trong sách ông lặp đi lặp lại những vấn đề tưởng rằng rất đơn giản nhưng lại rất quan trọng. Thông thường những người chỉ trích Kiyosaki là những người không chịu tìm hiểu thấu đáo mọi vấn đề và không chịu trả giá như ông đã từng phải trả giá. Những người bạn của Kiyosaki (những người hiện đang là triệu phú hoặc tỷ phú) không có ai chỉ trích ông mà ngược lại rất ủng hộ ông trong công việc này. Điển hình là sự ra đời của cuốn sách "Why we want you to be rich" (Tại sao chúng tôi muốn bạn giàu) mà Kiyosaki cùng Donald Trump và các cộng sự trong Công ty Rich Dad và những người trong đế chế của Trump hợp tác xuất bản.